# HD 76110
HD 76110，又名CD-38 4980，SAO 199737、HR 3535，是一颗恒星，视星等为5.82，位于銀經260.5，銀緯3.75，其B1900.0坐标为赤經8h 48m 58.8s，赤緯-38° 3.75′ 48″。